# Linjär krets

En passiv krets. Om resistorerna och kondensatorn är ideala komponenter är kretsen linjär.

En linjär krets är en elektronisk krets som följer superpositionsprincipen. Detta betyder att utsignalen från kretsen F(x) när en linjär kombination av signaler ax1(t) + bx2(t) appliceras på den är lika med den linjära kombinationen av utsignalerna på grund av signalerna x1(t) och x2(t) tillämpas separat:
{\displaystyle F(ax_{1}+bx_{2})=aF(x_{1})+bF(x_{2})\,}
Det kallas en linjär krets eftersom utspänningen och strömmen från en sådan krets är linjära funktioner av dess inspänning och ström.
Notera att utgången inte behöver vara i fas med ingången.
I det vanliga fallet med en krets där komponenternas värden är konstanta och inte förändras med tiden, är en alternativ definition av linjäritet att när en sinusformad inspänning eller ström med frekvensen f appliceras, kommer alla stationära utsignaler från kretsen (strömmen genom valfri komponent, eller spänningen mellan två valfria punkter) är också sinusformad med frekvensen f.En linjär krets med konstanta komponentvärden kallas linjär tidsinvariant (LTI).
Informellt är en linjär krets en där de elektroniska komponenternas värden (som resistans, kapacitans, induktans, förstärkning etc.) inte ändras med nivån på spänningen eller strömmen i kretsen. Linjära kretsar är viktiga eftersom de kan förstärka och bearbeta elektroniska signaler utan distorsion. Ett exempel på en elektronisk enhet som använder linjära kretsar är ett ljudsystem.

## Alternativ definition
Superpositionsprincipen, den definierande linjäritetsekvationen, är ekvivalent med två egenskaper, additivitet och homogenitet, som ibland används som en alternativ definition 
- {\displaystyle F(x_{1}+x_{2})=F(x_{1})+F(x_{2})\qquad } additivitet
- {\displaystyle F(hx)=hF(x)\qquad \qquad \qquad \qquad } homogenitet

Det vill säga, en linjär krets är en krets där (1) utsignalen när en summa av två signaler appliceras är lika med summan av utsignalerna när de två signalerna appliceras separat, och (2) skala insignalen {\displaystyle x(t)} med en faktor {\displaystyle h} skalar utsignalen {\displaystyle F(x(t))} med samma faktor.

## Linjära och olinjära komponenter
En linjär krets är en som inte har några olinjära elektroniska komponenter i sig. Exempel på linjära kretsar är förstärkare, differentiatorer och integratorer, linjära elektroniska filter eller vilken krets som helst som uteslutande består av ideala motstånd, kondensatorer, induktorer, op-amps (i den "icke-mättade" regionen) och andra "linjära" kretselement.
Några exempel på icke-linjära elektroniska komponenter är dioder, transistorer och järnkärninduktorer och transformatorer när kärnan är mättad. Några exempel på kretsar som fungerar på ett icke-linjärt sätt är mixer, modulatorer, likriktare, radiomottagardetektorer och digitala logiska kretsar.

## Betydelse
Linjära tidsinvarianta kretsar är viktiga eftersom de kan behandla analoga signaler utan att introducera intermodulationsdistorsion. Detta innebär att separata frekvenser i signalen förblir separata och inte blandas, vilket skapar nya frekvenser (heterodyner).
De är också lättare att förstå och analysera. Eftersom de följer superpositionsprincipen styrs linjära kretsar av linjära differentialekvationer och kan analyseras med kraftfulla matematiska frekvensdomäntekniker som Fourieranalys och Laplacetransformen. Dessa ger också en intuitiv förståelse av kretsens kvalitativa beteende, och karakteriserar den med hjälp av termer som förstärkning, fasförskjutning, resonansfrekvens, bandbredd, Q-faktor, poler och nollor. Analysen av en linjär krets kan ofta göras för hand med hjälp av en vetenskaplig miniräknare.
Däremot har icke-linjära kretsar vanligtvis inte slutna lösningar. De måste analyseras med hjälp av ungefärliga numeriska metoder med datorprogram för elektronisk kretssimulering som SPICE, om exakta resultat önskas. Beteendet hos sådana linjära kretselement som motstånd, kondensatorer och induktorer kan specificeras med ett enda tal (resistans, kapacitans, induktans, respektive). Däremot specificeras ett olinjärt elements beteende av dess detaljerade överföringsfunktion, som kan ges av en krökt linje på en graf. Så att specificera egenskaperna hos en olinjär krets kräver mer information än vad som behövs för en linjär krets.
"Linjära" kretsar och system utgör en separat kategori inom elektronisk tillverkning. Tillverkare av transistorer och integrerade kretsar delar ofta upp sina produktlinjer i "linjära" och "digitala" linjer. "Linjär" betyder här "analog"; den linjära linjen inkluderar integrerade kretsar utformade för att behandla signaler linjärt, såsom OP-förstärkare, ljudförstärkare och aktiva filter, såväl som en mängd olika signalbehandlingskretsar som implementerar olinjära analoga funktioner som logaritmiska förstärkare, analoga multiplikatorer och toppdetektorer.

## Uppskattning av liten signal
Icke-linjära element som transistorer tenderar att bete sig linjärt när små AC-signaler appliceras på dem. Så vid analys av många kretsar där signalnivåerna är små, till exempel de i TV- och radiomottagare, kan olinjära element ersättas med en linjär liten signalmodell, vilket gör att linjära analystekniker kan användas.
Omvänt visar alla kretselement, även "linjära" element, olinjäritet när signalnivån ökas. Om inte annat sätter strömförsörjningsspänningen till kretsen vanligtvis en gräns för storleken på utmatad spänning från en krets. Ovanför den gränsen upphör utsignalen att skala i storlek med ingången, utan att definiera linjäritet.